# Polární stanice

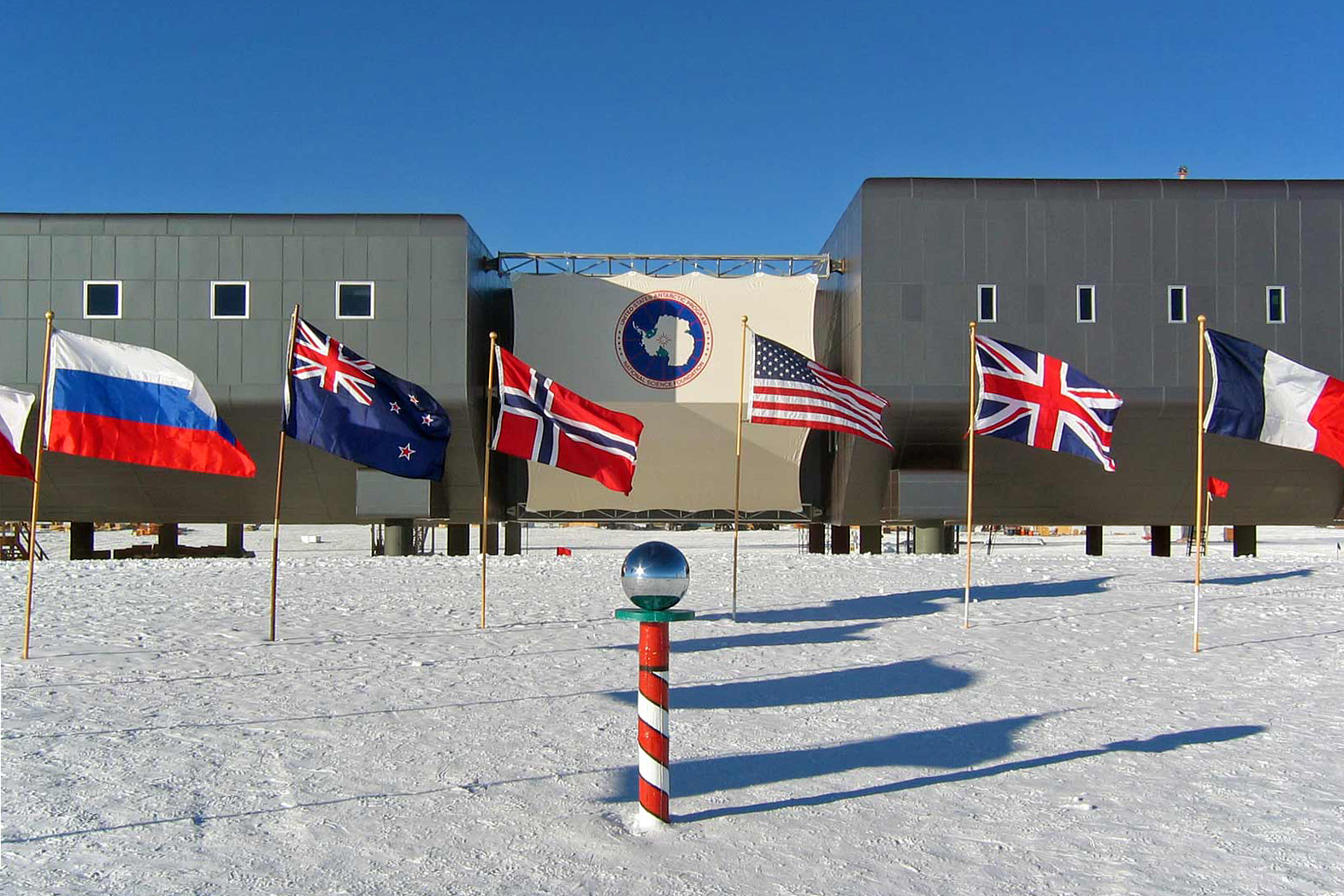
Amundsen–Scott, polární stanice přímo na jižním pólu.

Polární stanice je zařízení sloužící k výzkumným a/nebo také k vojenským účelům uvnitř polárního kruhu. Nejčastěji se jedná o obytná výzkumná střediska zabývající se glaciologií, geofyzikou, meteorologií, biomedicínou a také astronomií a astrofyzikou.
Zatímco na Antarktidě je možné vybudovat permanentní základny na jednom místě, které mohou být obývané celoročně, pouze velmi málo stanic v Arktidě jsou v provozu déle jak jeden rok. Výzkum se tu provádí především námořními výpravami a nebo zařízením jednoletých základen, které se nechají unášet ledovými kry. Permanentní základy se nacházejí především na území Baltských států nebo Grónska.

## Historie

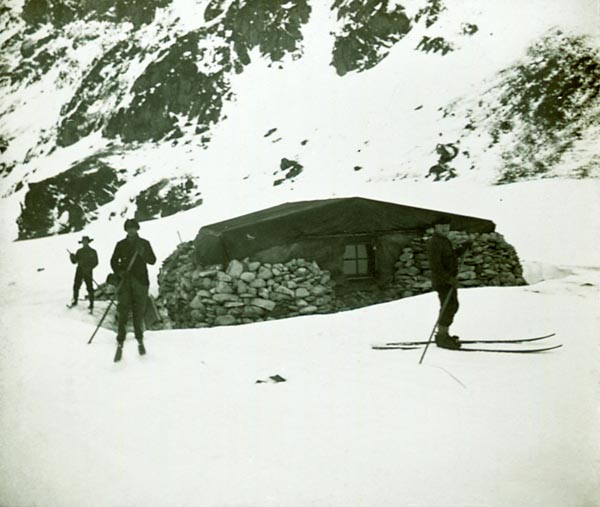
Omound House, první permanentní polární základna, vybudována v roce 1903 Skotskou národní arktickou expedicí

### První stanice
První stanice byly zařízeny na Antarktidě během dob hrdinských expedicí na konci 19. století. V roce 1898 vedl norský polárník Carsten Borchgrevink britskou antarktickou expedici s cílem na Adareově mysu, kde založil první provizorní polární základnu. V roce 1911 byla tato základna znovu obydlená, a to skupinou Expedice Terra Nova Roberta Falcona Scotta, pod vedením kapitána Victora Campbella. Skupina měla za úkol zjistil pozici expedice Ronalda Amundsena, s kterou expedice Terra Nova soupeřila v dobytí Jižního pólu.
První permanentní stanice, Omound House, byla založena roku 1903 expedicí Williama S. Bruce, za účelem meteorologického výzkumu. Později téhož roku byla stanice převedena do vlastnictví Argentiny, která v roce 1906 oficiálně vyhlásila permanentní základnu.

### Druhá světová válka
Velké změny přišly až v dobách Druhé světové války, kdy v roce 1943 Spojené království v rámci operace Tabarin vystavělo vojenské základny na Antarktidě, a tím zařídili kontrolu nad kontinentem.

## Významné polární stanice

### Antarktida
- Mendelova polární stanice
- Amundsen–Scott
- stanice Kunlun
- McMurdo

### Arktida

#### Permanentní
- Výzkumná stanice Abisko
- Atmosférická stanice Dr. Neila Trivetta
- Summit Kemp

#### Unášené na ledě
- Severní pól-1 (1937) - Severní pól-2015[1] (Sovětský svaz, Rusko)

- Expedice MOSAiC (2019-2020)